# Torday Ferenc (orvos, 1871–1942)
Tordai Torday Ferenc (Pest, 1871. október 11. – Budapest, 1942. június 10.) gyermekorvos, a Budapesti Állami Gyermekmenhely főorvosa, egészségügyi főtanácsos, Torday Árpád (1874–1943) belgyógyász, egyetemi tanár bátyja.

## Élete
Torday Ferenc (1841–1888) gyermekgyógyász, egyetemi tanár és Leder Anna fiaként született. Orvosi oklevelét 1892-ben szerezte a Budapesti Tudományegyetem Orvostudományi Karán, majd nemsokára a Bókay Klinika tagja lett. Mint tanársegédet 1904-ben nevezték ki a Budapesti Magyar Királyi Állami Gyermekmenhely főorvosává, ahol 1936-ig, nyugalomba vonulásáig szolgált. De még azután is három éven át vezette az Apponyi Albert Poliklinika gyermekrendelését. A Budapesti Tudományegyetemen 1908-ban kapta meg egyetemi magántanárrá képesítését, amit 1921-ben a közoktatásügyi miniszter az egészségügyi gyermekvédelemre is kiterjesztett. 1922-ben egészségügyi főtanácsosi, 1923-ban egyetemi rendkívüli tanári címet kapott. A Poliklinika és az állami gyermekmenhely kórházi főorvosaként dolgozott. Szerkesztette a XVI. nemzetközi orvoskongresszus alkalmából a Munkálatokat és a Napilapot 1909-ben és 1903. május 21-től a Budapesti Orvosi Ujságot, 1905-től pedig a Gyermekvédelmi Lapokat. Gyermekgyógyászati tudományos dolgozatainak száma: 55. Tíz könyvet írt.
Felesége Szilágyi Szilárdka Teréz (1884–1959) volt, akivel 1908. június 17-én Budapesten, a Ferencvárosban kötött házasságot.

## Munkái
- Sclerodermiához csatlakozott hemitrophia progressiva esete. Budapest, 1898. (Különnyomat a Gyermekgyógyászatból)
- Légutakba jutott idegen test néhány esete. Budapest, 1899. (Különnyomat az Orvosi Hetilapból)
- Néhány gyakoribb fejlődési rendellenesség. Budapest, 1900. (Klinikai Füzetek X. 3.)
- A gyermekgyógyászati irodalom 1899-ben. Budapest, 1900. (Klinikai Füzetek X. 10.)
- A gyermekkori lugmérgezésről. Budapest, 1900. (Különnyomat az Egészség 5. füzetéből)
- A gyermekkori hevenyfertőző kórok prophylaxisa. Budapest, 1900. (Különnyomat az Orvosi Hetilapból)
- Az egészség közgazdasági jelentőségéről. Röpirat a közegészségügy államosítása érdekében. Budapest, 1902
- Mamák könyve. (A gyermekápolás dióhéjban). Budapest, 1906
- Mindennapi gyermekgyógyászat (Budapest, 1914)
- Egészségügyi csecsemő-, gyermek és anyavédelem (Budapest, 1927)
- Az újszülött élet-, kór- és gyógytana (Budapest, 1928)
- Gyermekgyógyászati vénygyűjtemény (Budapest, 1930)
- Gyermekgyógyászat (Budapest, 1935)
- Gyermekdiagnostika (Budapest, 1935)